# Monument du Petit-Val
 (novembre 2018).
Si vous disposez d'ouvrages ou d'articles de référence ou si vous connaissez des sites web de qualité traitant du thème abordé ici, merci de compléter l'article en donnant les références utiles à sa vérifiabilité et en les liant à la section « Notes et références ».
Le Monument du Petit-Val est situé sur la Commune de Larchamp (53), Canton d'Ernée, Nord-Ouest de la Mayenne.

## Faits historiques
Le 4 août 1944, au Petit-Val, une colonne américaine est attaquée par surprise par les Allemands.
Un américain, Lewis James Smith, est sauvé par la population après de nombreuses péripéties. Cinq de ses compagnons sont tués (trois seulement sont gravés), un est fait prisonnier, six autres sont blessés lors des premiers combats pour la Libération...

## Monument
Le 4 juillet 1948, les municipalités d'Ernée et de Larchamp décident d'élever un monument à la mémoire des trois Américains, par souscription publique.
Les noms de cinq Mayennais appelés en renfort au maquis de Fougères, sont également gravés : René Bourcier, Marcel Boulanger, Roger Launay, André Lambert et Michel Hugnet.
Ils étaient membres du groupe de Résistance de la Région Ernée, cofondé par Pierre Le Donné, Romain Gilles, René Justin, René Bourcier, Paul Delhommel.../...
Un panneau commémoratif a été établi le 8 mars 2003, 2 ans après le décès de René Ballayer d'après les connaissances encore parcellaires de l'époque.
Il a été inauguré par la veuve de René Justin, Germaine Justin-Bernard, la sœur de Roger Launay, Mme Veuve Amiard, à l'initiative du maire actuel, Gérard Lemonnier.
Les frères Boudot, Robert et Claude (ami sportif de Marcel Boulanger), résistants actifs du Groupe Justin, Georges Delhommel frère de Paul et divers membres des familles de résistants ont participé à cette cérémonie émouvante...